# Vadim Alekseev
Vadim Alekseev (in russo Вадим Алексеев?, in ebraico ודים אלכסייב‎?; Alma-Ata, 11 aprile 1970) è un ex nuotatore sovietico naturalizzato israeliano.

## Carriera
Specializzato nella rana ha partecipato a due edizioni delle Olimpiadi: Seul 1988 gareggiando per l'Unione Sovietica e Atlanta 1996, gareggiando invece per Israele.